# Галактичний футбол
Галактичний футбол (англ. Galactik Football) — французький анімаційний серіал.

## Сюжет
Багато років тому матч між командами Акілліани  та «Шедоус» — закінчувався з рахунком 1—1. Команда Акілліани була близькою до перемоги. Гравець команди Арч готувався завдати вирішального удару у ворота суперника. В цей час професор І’Сон намагаючись вберегти штучний Потік від генерала Блейлока, впустив сферу Потоку з даху високого будинку. Через це стається глобальна катастрофа. Після удару Арча м'яч розсипається на частинки льоду, поле замерзає і відбувається замерзання Акілліани. Дихання, яким володіють гравці цієї планети втрачено. 
 Через 15 років Арч, колишній нападник команди Акілліани та професор Клемп повернулись на Акілліану. Арч захотів, щоб команда Акілліани  повернулася до боротьби за Кубок Галактичного Футболу та виграла його. Не дивлячись на всі переконання учених, Арч вважає, що Дихання Акілліани все ще існує і його тільки треба пробудити. Він починає відбір гравців у збірну Акілліани. За допомогою професора Клемпа Арч проводить відбіркові змагання та створює унікальну команду з талановитих підлітків. Відбір проходять семеро дітей з унікальними здібностями: Джок, Сінедд, Майкро-Айс, Мей, Тран, Ахіто і Тіа.